# Бертхолд I (Нида)
Бертхолд I фон Нида (на немски: Berthold II von Nidda; * ок. 1110; † 1162) от род Малсбург е от ок. 1130 до 1162 г. граф на Нида.

## Произход, управление и наследство
Той е третият син на първия граф на Нида, Фолколд II (* ок. 1070; † ок. 1130), и съпругата му Луитгарт фон Нюрингс (* 1075) от фамилията на господарите на Кьонигщайн в Таунус.
Бертхолд I последва баща си като управляващ граф на Нида, понеже двамата му по-големи братя Тамо/Дамо и Готфрид са умрели. Бертхолд I е привърженик на пфалцграф Херман фон Щалек и император Фридрих Барбароса го осъжда. Той не е на разпит и става граблив рицар.
Наследен е от Бертхолд II фон Нида († пр. 1205), който вероятно е негов син.